# Savez komunista Vojvodine
Savez komunista Vojvodine (srp. Савез комуниста Војводине, mađ. Vajdasági kommunista párt), skraćeno SKV, bila pokrajinska politička organizacija Saveza komunista Jugoslavije koja je od 1944. do 1990. djelovala u Vojvodini, tadašnjoj autonomnoj pokrajini u okviru SR Srbije u Jugoslaviji.
Kao i druge republičke i pokrajinske organizacije, i SK Vojvodine je zahvaljujući procesima decentralizacije od sredine 1960-ih, je stekla autonomiju u odnosu na vodstvo Partije u Beogradu. SK Vojvodine je tako počeo voditi vlastitu politiku, nezavisnu ne samo od savezne Partije, nego i od matičnog Saveza komunista Srbije. SK Vojvodine je također koristio odredbe saveznog Ustava iz 1974. godine kojim je Vojvodina stekla de facto status republike. 
SK Vojvodine se općenito smatrao jednom od liberalnijih organizacija SKJ, ali je krajem 1980-ih došao pod udar srpskog nacionalizma, odnosno Slobodana Miloševića koji se zalagao za ukidanje autonomije Kosova i Vojvodine. Iako SAP Vojvodina za razliku od SAP Kosova, nije imala etničke probleme, vojvođansko partijsko rukovodstvo je u beogradskoj štampi proglasilo autonomizam i optužilo za podršku kosovskoj partijskoj organizaciji, odnosno albanskom iredentizmu. Ta se kampanja odrazila i tzv. "mitinzima istine" i protestima kosovskih Srba na ulicama vojvođanskih gradova te kulminirala u jogurt-revoluciji kojom je 5. listopada 1988. godine svrgnuto "autonomaško" vodstvo SK Vojvodine. 
SK Vojvodine su nakon toga preuzele pristaše Slobodana Miloševića. 
1990. godine, SK Vojvodine, kao i SK Kosova, utopio u novu Socijalističku partiju Srbije.